# Mirabel-et-Blacons
Mirabel-et-Blacons település Franciaországban, Drôme megyében. Lakosainak száma 1202 fő (2022. január 1.). Mirabel-et-Blacons Aouste-sur-Sye, Aubenasson, Montclar-sur-Gervanne, Piégros-la-Clastre, Suze és Saillans községekkel határos.

## Népesség
A település népességének változása:
| Lakosok száma | 552  | 592  | 728  | 880  | 966  | 1031 | 1095 | 1170 | 1185 | 1202 |
|               | 1968 | 1982 | 1990 | 2006 | 2013 | 2015 | 2017 | 2019 | 2020 | 2022 |